# 1248
- Wikisource

| Calendário gregoriano                                                        | 1248 MCCXLVIII                                       |
| Ab urbe condita                                                              | 2001                                                 |
| Calendário arménio                                                           | 697 – 698                                            |
| Calendário bahá'í                                                            | -596 – -595                                          |
| Calendário budista                                                           | 1792                                                 |
| Calendário chinês                                                            | 3944 – 3945 Início a 27 de janeiro (aproximadamente) |
| Calendário copta                                                             | 964 – 965                                            |
| Calendário etíope                                                            | 1240 – 1241                                          |
| Calendários hindus - Vikram Samvat - Calendário nacional indiano - Cáli Iuga | 1303 – 1304 1169 – 1170 4348 – 4349                  |
| Calendário Holoceno                                                          | 11248                                                |
| Calendário islâmico                                                          | 646 – 647                                            |
| Calendário judaico                                                           | 5008 – 5009                                          |
| Calendário persa                                                             | 626 – 627                                            |
| Calendário rúnico                                                            | 1498                                                 |
| Calendário solar tailandês                                                   | 1791                                                 |

1248 (MCCXLVIII, na numeração romana) foi um ano bissexto do século XIII do Calendário Juliano, da Era de Cristo, e as suas letras dominicais foram  E e D (53 semanas), teve início a uma quarta-feira e terminou a uma quinta-feira.
| Ano completo                           |
| -------------------------------------- |
| Ano bissexto com início à quarta-feira |

## Eventos
- O rei Luís IX de França lança a Sétima Cruzada com o Egipto como objectivo.
- O reino de Castela captura Sevilha aos Mouros.
- D. Sancho II morre desterrado em Toledo, subindo então ao trono seu irmão, o conde de Bolonha, D. Afonso III.
- A catedral de Colônia na Alemanha começou a ser construída e só foi terminada 600 anos depois.

## Nascimentos
- Beata Ângela de Foligno, mística italiana.
- Branca de Artois, Rainha de Navarra, como consorte de Henrique I de Navarra, e depois esposa do conde Edmundo de Lencastre.  (m. 1302).

## Mortes
- 4 de Janeiro - Rei Sancho II de Portugal, no exílio.
- 1 de fevereiro - Henrique II de Brabante, foi duque de Brabante, n. 1207.
- Guiuque, grão-cã do Império Mongol.
- Subotai, general mongol.
- Uberto Visconti, senhor de Milão
- Hugo I de Châtillon, conde de Châtillon, de Blois e de Saint Pol, n. 1200.